# 古斯塔夫·卡斯特纳-基尔多夫

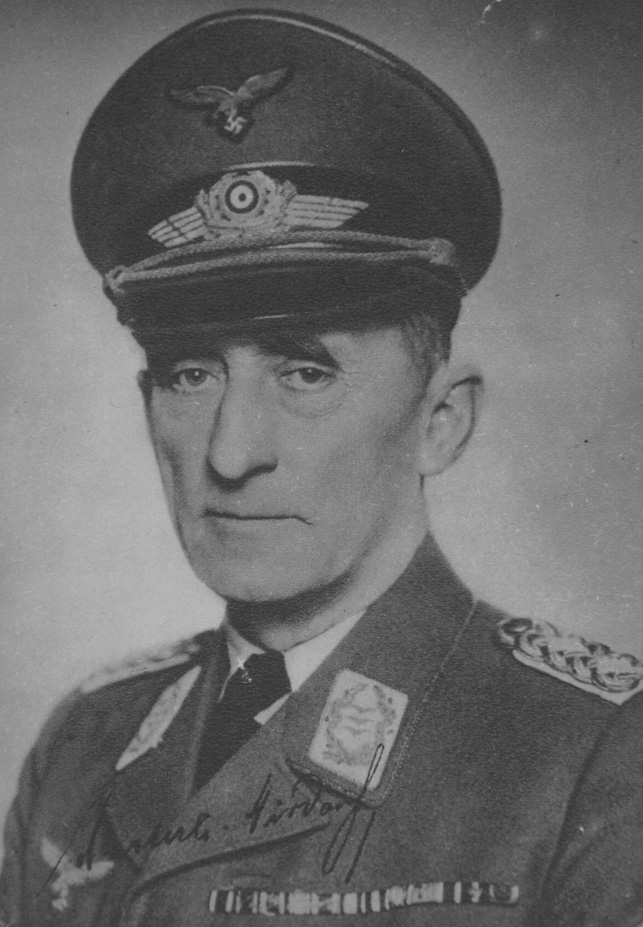
古斯塔夫·卡斯特纳-基尔多夫

古斯塔夫·卡斯特纳-基尔多夫（Gustav Kastner-Kirdorf，1881年2月2日—1945年5月4日）是一位德国飞行员，曾在两次世界大战中服役于德国空军。
1945年5月4日，卡斯特纳-基尔多夫饮弹自杀。美国军官理查德·溫特斯在著作《超越兄弟之纽带：迪克·温特斯少校战争回忆录》（Beyond Band of Brothers: The War Memoirs of Major Dick Winters）中回忆道，自己曾親眼目睹卡斯特纳-基尔多夫的尸体。